# Марі Адель П'єр Жуль Тіссо

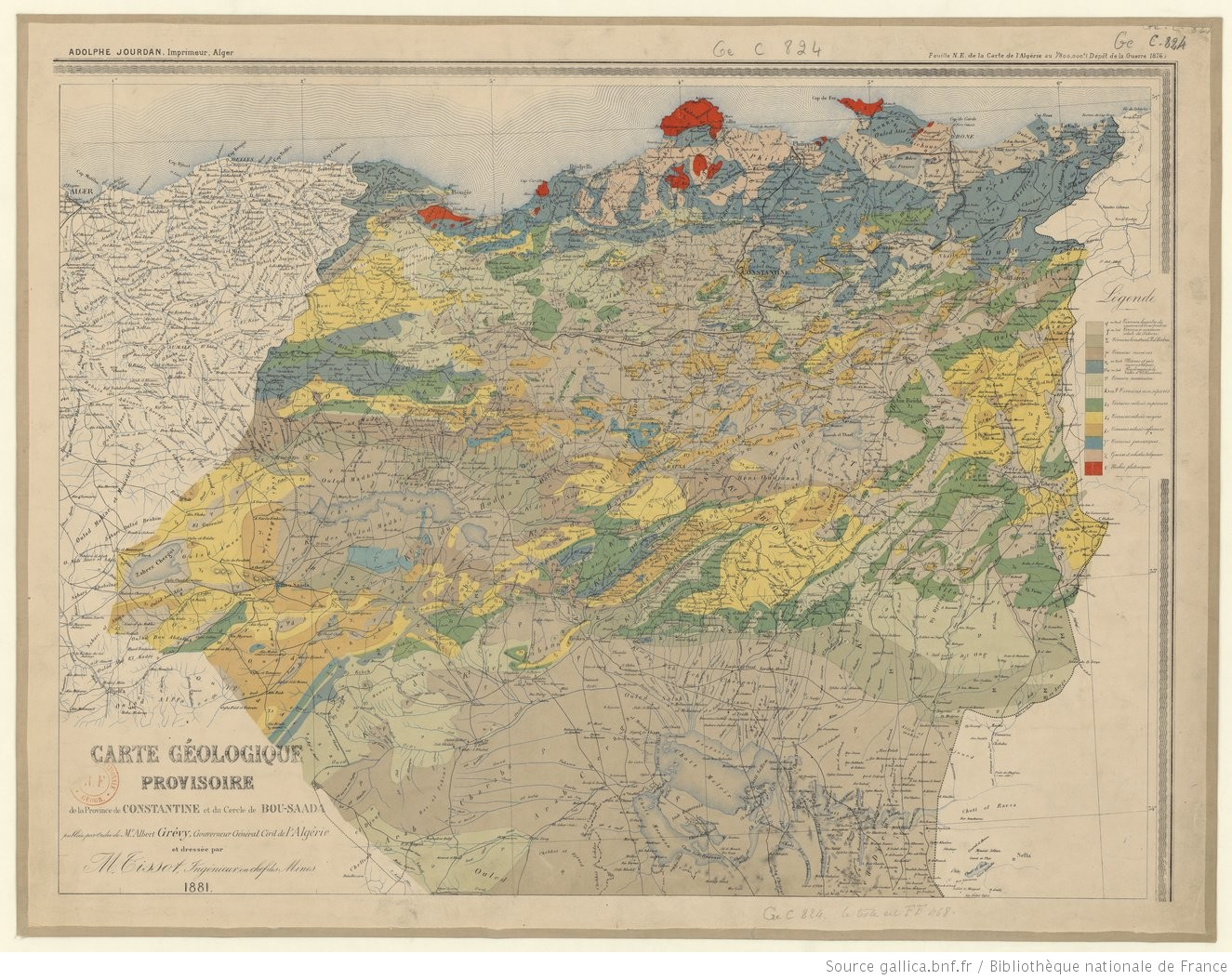
Геологічна мапа Тіссо

Марі Адель П'єр Жуль Тіссо (10 вересня 1838 — 25 листопада 1883) — французький гірничий інженер і геолог. Він підозрював наявність покладів фосфатів у французькій Північній Африці, які згодом виявив геолог Філіп Тома. Він найвідоміший за детальною геологічною картою сходу Алжиру.

## Біографія
Марі Адель П'єр Жуль Тіссо народився 10 вересня 1838 р. Його батьками були Клод Тіссо, поштар, та Кетрін Вірджині Берно. Він вступив до парзької Політехніки у 1855 році, потім навчався в Паризькій гірничій школі. Тіссо був призначений головним інженером в Алжирі, де була проведена вся його кар'єра.
У 1873 році Філіпп Тома, молодий ветеринарний офіцер і геолог, знайшов надзвичайну вапняково-мергельну зону на нижньоеоценовому плато на Айн-Сба в горах Фатах на південь від Богара. Деякі копалини були вкриті зеленуватою або шоколадною патиною. Він здав зразок військовому фармацевту лікарні Богара на аналіз, який виявив, що речовина - фосфат вапна. Тома розміщувався поблизу Костянтина і дружив з Тіссо між 1874 та 1880 рр. Коли він розповів Тіссо про свої висновки, той виявив велике зацікавлення. Тома опублікував кілька праць про свої алжирські дослідження, а разом з Тіссо досліджував еоценові утворення в регіоні Константина.
Основним завданням Тіссо було складання карт. Він звернувся до спостережень своїх попередників Шарля Дюбока, Оскара Ліндера та Гюстава Мевюса, щоб створити геологічну карту провінції Костянтина, опубліковану в 1881 році. Це була величезна робота, на завершення якої знадобилося 20 років, охоплюючи велику і важку територію. Його погляди на витоки світу та Всесвіту були настільки оригінальними, що адміністрація відмовилась публікувати пояснювальний текст на своїй карті. Однак карта мала значну практичну цінність.
Жуль Тіссо був виснажений роботою над картою, і помер 25 листопада 1883 року.

## Інтернет-ресурси
- Cilleuls, Jean des (1969), A propos des phosphates de Tunisie et de leur découverte par Philippe THOMAS, vétérinaire militaire I1843-1910) (PDF) (фр.), архів оригіналу (PDF) за 15 лютого 2019, процитовано 1 вересня 2017
- Marie Adèle Pierre Jules TISSOT (1838-1883), Annales des Mines (фр.), архів оригіналу за 2 вересня 2019, процитовано 16 жовтня 2017
- Millot, Georges; Morin, Philippe (1986), Centenaire de la découverte des phosphates d'Afrique du Nord par Philippe Thomas, La Vie des Sciences (фр.), Paris: Académie des sciences / Gauthier-Villars, архів оригіналу за 29 вересня 2019, процитовано 16 жовтня 2017